# Anneville-sur-Mer
Anneville-sur-Mer ist eine Ortschaft und eine Commune déléguée in der französischen Gemeinde Gouville-sur-Mer mit 247 Einwohnern (Stand: 1. Januar 2022) im Département Manche in der Region Normandie.

## Geografie
Anneville-sur-Mer liegt auf der Halbinsel Cotentin und grenzt im Westen an den Ärmelkanal. Nachbarortschaften sind Geffosses im Norden und Osten sowie Gouville-sur-Mer im Süden.

## Geschichte
Seit 1. Januar 2019 ist Anneville-sur-Mer Teil der Commune nouvelle Gouville-sur-Mer. Seitdem ist Anneville-sur-Mer eine Commune déléguée. Sie gehörte zum Kanton Agon-Coutainville und zum Arrondissement Coutances.

## Bevölkerungsentwicklung
| Jahr                       | 1962 | 1968 | 1975 | 1982 | 1990 | 1999 | 2008 | 2015 |
| -------------------------- | ---- | ---- | ---- | ---- | ---- | ---- | ---- | ---- |
| Einwohner                  | 209  | 198  | 188  | 190  | 202  | 196  | 221  | 241  |
| Quellen: Cassini und INSEE |      |      |      |      |      |      |      |      |

## Sehenswürdigkeiten

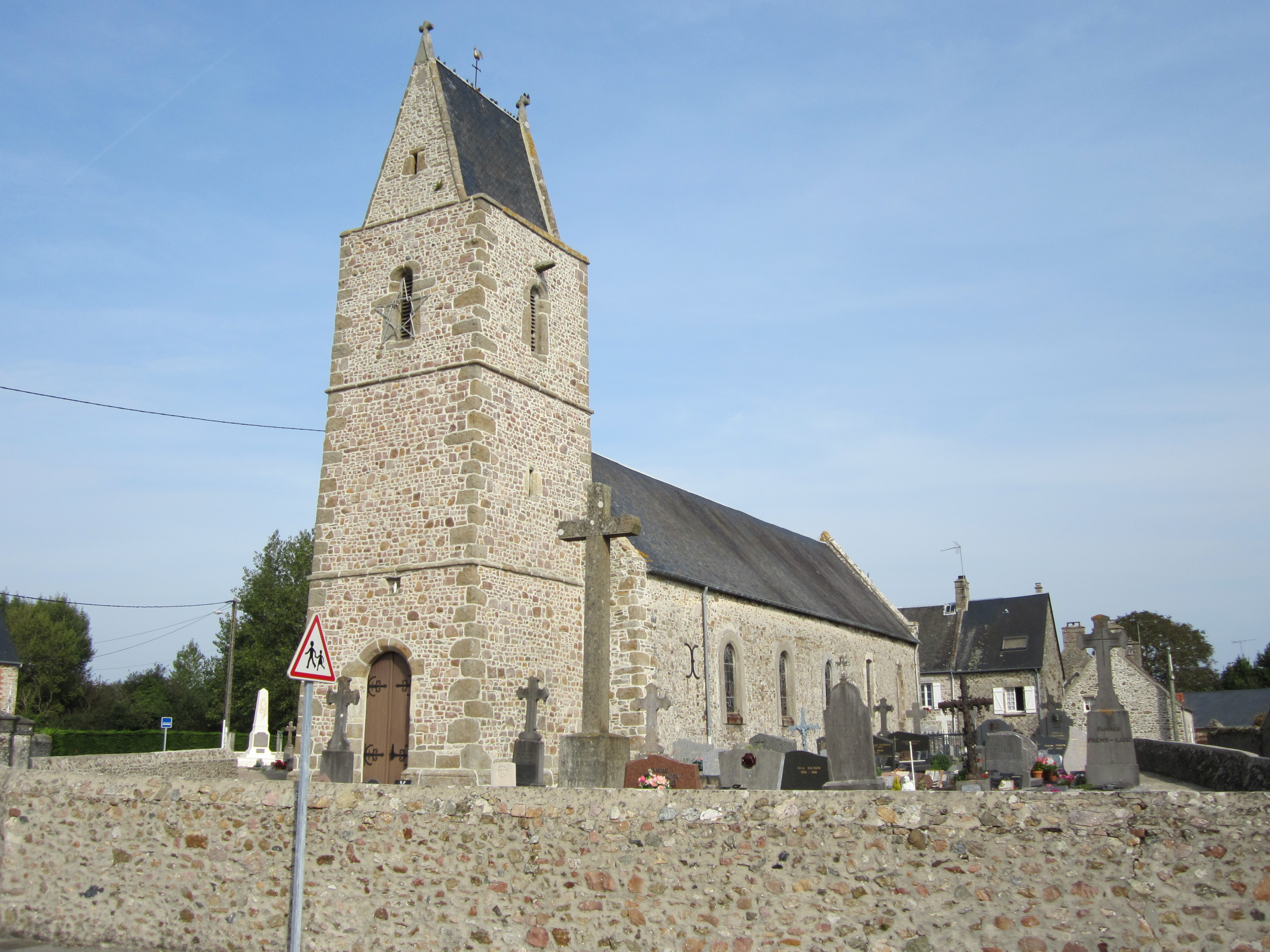
Kirche Saint-Samson

- Kirche Saint-Samson